# Varanop

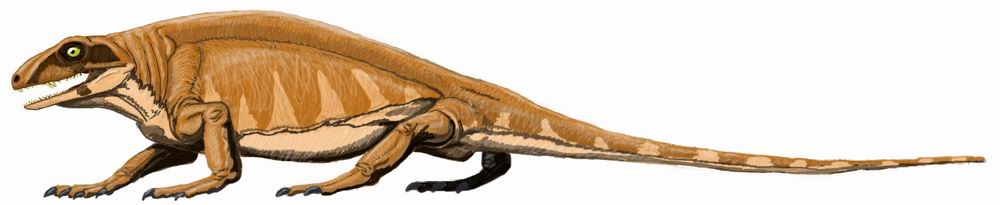

El varanop (Varanops brevirostris) és una espècie de sinàpsid pelicosaure de la família dels varanòpids. Va viure al Permià superior en el que actualment és Nord-amèrica.